# Кайдзю
Ка́йдзю (яп. 怪獣 кайдзю:) — японское слово, означающее «странный зверь», но чаще переводимое как «монстр». Обычно используется в жанре токусацу.

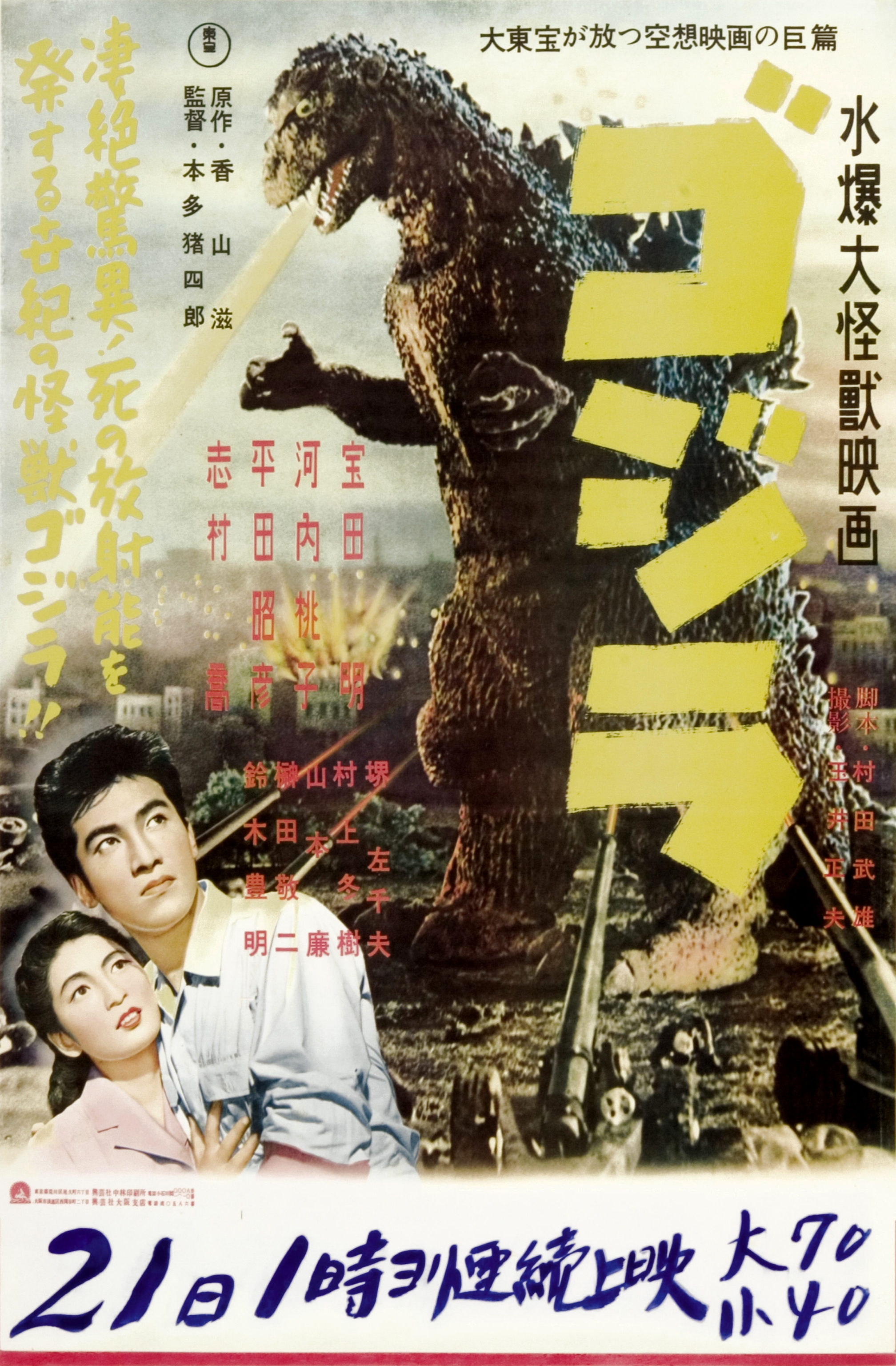
Дайкайдзю Годзилла из одноимённого фильма 1954 года

Связанные термины включают в себя: кайдзю эйга (яп. 怪獣映画 кайдзю: эйга) — фильм о «кайдзю»; кайдзин (яп. 怪人), относящееся к гуманоидным монстрам, и дайкайдзю (яп. 大怪獣 дайкайдзю:, «гигантский монстр»), обозначающее более разнообразные виды монстров.
Наиболее известный кайдзю — это Годзилла. Среди других хорошо известных кайдзю: Мотра, Ангирус, Родан, Гамера и Кинг Гидора. Термин ультра-кайдзю (яп. ウルトラ怪獣) — это сокращённое название для ультрамонстров в «Ультра-серии».

## Концепция
Кайдзю обычно смоделированы из реально существующих животных или мифологических созданий. Тем не менее существует несколько экзотических примеров. В «Choujin Sentai Jetman» показаны монстры на основе светофоров, кранов и помидоров. «Kamen Rider Super-1» включает в себя целую армию монстров на основе бытовых предметов, таких как зонтики и лестницы.
В то время как термин «кайдзю» на Западе используется для описания монстров из токусацу и японского фольклора, такие монстры как вампиры, оборотни, Чудовище Франкенштейна, мумии и зомби рискуют вскоре тоже попасть в эту категорию. Например, Чудовище Франкенштейна уже побывало кайдзю в фильме «Франкенштейн против Барагона», созданном компанией Toho.
Кайдзю обычно изображаются как пушечное мясо на службе более великого зла. Некоторые кайдзю — это элитные воины, которые служат «правой рукой» у какого-нибудь великого злодея и бывают уничтожены силами героев. Другие имеют нейтральное мировоззрение и несут разрушение только в ярости. В ранние годы токусацу «героических» монстров можно было увидеть только в фильмах «Daikaiju Eiga» и никогда после вплоть до начала производства телевизионных токусацу, которые начали использовать кайдзю как помощника главного героя, спасающего гражданских, или демонстрирующего некое подобие полноценной личности. Эти кайдзю переняли многие классические черты монстра, появляясь как «непонятое существо». Некоторые кайдзю околачиваются около героев, вызывая комедийные моменты, в отличие от более «мрачного» подхода к этим персонажам со стороны более старых франчайзов, например, «Kamen Rider».

## Создатели фильмов кайдзю
- Toho Company Ltd.
- Kadokawa Pictures[англ.]
- Daiei Film Company Ltd.[англ.]